# Hòn Sơn
Hòn Sơn (hay còn gọi là Hòn Sơn Rái) là một hòn đảo thuộc xã Lại Sơn, huyện Kiên Hải, Kiên Giang, Việt Nam. Hoang ngoc son Đảo cách thành phố Rạch Giá khoảng 65 km về phía Tây theo đường chim bay, với diện tích 11,5 km2.

## Nhân khẩu
Dân cư trên đảo tập trung chủ yếu ở ba xóm chài và nông nghiệp chủ yếu là những vườn cây ăn trái, còn lại diện tích chiếm 80% là rừng nguyên sinh với ít cây cổ thụ, nhiều cây nhỏ và dây leo. Động vật chủ yếu có khỉ, sóc, chim, một ít kỳ đà và trăn. Hòn Sơn có hơn 2.012 hộ gia đình với 8.120 khẩu.

## Kinh tế
Người dân trên đảo từ trước đến nay sống chủ yếu bằng nghề đánh bắt hải sản, ngoài ra còn có những nghề thủ công như đóng tàu, chế biến tôm, cá, mực khô và các cơ sở sản xuất nước mắm. Tuy nhiên, vài năm trở lại đây, do nguồn cá cơm quanh đảo trước kia rất dồi dào nay đã cạn kiệt, một số cơ sở sản xuất nước mắm đã ngưng hoạt động.

## Địa danh
Hòn Sơn, có các địa danh tâm linh là những nơi thờ tự như Đình Thần Lại Sơn, Miếu Bà Cố Chủ, Thánh thất Cao Đài, chùa Hải Sơn.
Hòn Sơn có 7 đỉnh núi dính liền vào nhau, Ma Thiên Lãnh là đỉnh núi cao nhất với độ cao khoảng 450 m so với mặt nước biển, trên đỉnh Ma Thiên Lãnh có một tảng đá bằng phẳng, với phong cảnh xung quanh rất đẹp nên gọi là Sân Tiên.
Hòn Sơn còn có 5 bãi biển và 1 ghềnh đá hoang sơ, trong đó Bãi Bàng có phong cảnh đẹp nhất, nhiều cây dừa nghiêng phủ bóng mát xuống bãi cát trắng, bãi biển hoang vắng và êm đềm.
Suối Tiên là dòng suối duy nhất nước trong vắt chảy từ đỉnh Ma Thiên Lãnh xuống ngay Bãi Bàng là nguốn nước ngọt quý báu cho người dân trên đảo.